# Мъжете не напускат
„Мъжете не напускат“ (на английски: Men Don't Leave) е американска трагикомедия от 1990 година на режисьора Пол Брикман, който е съсценарист със Барбара Бенедек, музиката е композирана от Томас Нюман. Във филма участват Джесика Ланг, Крис О'Донъл, Арлис Хауърд, Джоан Кюсак, Чарли Корсмо и Кати Бейтс.

## Актьорски състав
| Актьор         | Роля          |
| -------------- | ------------- |
| Джесика Ланг   | Бет Макоули   |
| Арлис Хауърд   | Чарлс Саймън  |
| Джоан Кюсак    | Джоди         |
| Крис О'Донъл   | Лиса Колман   |
| Чарли Корсмо   | Мат Макоули   |
| Берлита Морено | Госпожа Бъкли |
| Дианна Данаган | Фей           |